# チャイプラーカーン郡
座標: 北緯19度43分56秒 東経99度8分25秒 / 北緯19.73222度 東経99.14028度
チャイプラーカーン郡（チャイプラーカーンぐん）はタイ北部・チエンマイ県の郡（アムプー）である。

## 名称
チャイプラーカーンとは「勝利の城壁」という意味である。

## 歴史
伝説的なタイ族の王、プロムが建設したと言われ、プロムはここを首都としたと伝えられる。
元々はファーン郡の管轄下にあったが1988年1月1日、ファーン郡から分離してチャイプラーカーン分郡（キンアムプー）が設置された。1994年2月4日に分郡から郡（アムプー）へと昇格した。

## 地理
郡の中心地はファーン川の形成した盆地にあり、東西と南を山岳地帯が被っている。郡の南にはドーイ・ウィエンパー国立公園がある。
交通は国道107号線が南北に通っており、北にファーン方面、南にチエンマイ方面と通じる。

## 経済
郡内の主な産業は農業で、主な農作物は、ニンニク、コメ、ロンガン、レイシなどである。

## 行政区分
郡は4のタムボンに分かれ、さらにその下位に43の村（ムーバーン）がある。自治体（テーサバーン）があり以下のようになっている。
- テーサバーンタンボン・チャイプラーカーン・・・タムボン・ポンタム、タムボン・シードンイェン、タムボン・ノーンブワの一部

また郡内には3のタムボン行政体（オンカーンボーリハーンスワンタムボン）がある。
1. タムボン・ポンタム・・・ตำบลปงตำ
2. タムボン・シードンイェン・・・ตำบลศรีดงเย็น
3. タムボン・メータロップ・・・ตำบลแม่ทะลบ
4. タムボン・ノーンブワ・・・ตำบลหนองบัว